# Roger W. Riehl
Roger William Riehl (25 de dezembro de 1935 - 16 de fevereiro de 2005) foi um inventor americano conhecido pelo seu trabalho em electrónica - em particular, o "Synchronar": o primeiro relógio de pulso movido a energia solar.

## Outras conquistas
Riehl foi fundamental em muitas inovações adicionais em cronometragem electrónica relacionadas a relógios de pulso, incluindo: programação de calendário inteligente, calibração controlada pelo proprietário, ajuste automático para horário de verão, ajustes automáticos para ano bissexto, calendários perpétuos e o primeiro relógio de pulso electrónico digital LED a ser à prova d'água a uma profundidade de 750 pés.